# Districte d'Altona
El Districte d'Altona, en baix alemany Altno, és un bezirk, una divisió administrativa típica de l'estat federat alemany d'Hamburg. El 2012 tenia uns 253.735 habitants. Té 14 barris o Stadtteile, que tret de la Sternschanze, corresponen més o menys a antics municipis o pobles.
Fins al 1844, quan sota el regne de Dinamarca va construir-se el ferrocarril Ostseebahn que connectava Altona amb la ciutat portuària de Kiel al mar Bàltic, tret de l'antic centre urbà la resta de l'actual districte era rural i poc habitat. La primera industrialització va desenvolupar-se al barri d'Ottensen, al qual queden molts vestigis del passat industrial. Només el 1866, dos anys després de l'annexió per Prússia aquesta estació va obtenir una connexió ferroviària amb l'estació central d'Hamburg. El 1937, en aplicació de la llei de l'àrea metropolitana d‘Hamburg o (Groß-Hamburg-Gesetz), Altona va fusionar amb Hamburg.
Des dels anys 1970, la indústria va migrar més cap al nord de l'Àrea metropolitana d'Hamburg o a proximitat del port nou al marge esquerre de l'Elba. Els barris obrers entorn de l'antiga ciutat van transformar-se en barris vius, com que estudiants i artistes van estimar els lloguers relativament baixos. La gent benestant d'Altona i d'Hamburg va emigrar vers els barris verds al marge de l'Elba més a l'oest. Al centre del bezirk, hom hi troba una certa intimitat urbana i originalitat de negocis i locals d'ambient absents al centre d'Hamburg, envaït per les cadenes internacionals omnipresents. Des de 2004 la gentrificació que va seguir aquest moviment és subjecte de controvèrsia i d'inquietud creixents.

## Barris
- Els barris urbans d'Altona-Altstadt, Altona-Nord, Sternschanze i Ottensen amb una densitat de la poblacio i de les construccions. L'activitat econòmica n'és els serveis, el turisme i el comerç. És la part més vell que va desenvolupar-se a l'entorn de l'antiga ciutat d'Altona.
- Els barris interiors Bahrenfeld, Groß Flottbek, Iserbrook, Lurup i Osdorf) una mica menys densos. Tret de serveis de proximitat hi ha uns polígons industrials
- Els barris dormitoris a la riba dreta de l'Elba, Blankenese, Nienstedten, Othmarschen amb les seves viles al mig de jardins llargs i molt parcs
- Dos barris més rurals Rissen i Sülldorf.